# Paweł Franczak
Paweł Franczak, né le 7 octobre 1991 à Nysa, est un coureur cycliste polonais.

## Biographie
Paweł Franczak naît le 7 octobre 1991 en Pologne.
Membre de Wibatech-Brzeg en 2013, il entre en 2014 dans l'équipe ActiveJet.

## Palmarès et résultats

### Palmarès par année
- 2013[1]
  - 5e étape de la Carpathian Couriers Race
  - Okolo Lanškrouna
- 2014
  - Coupe des Carpates
  - 2e du championnat de Pologne sur route
  - 2e du Mémorial Henryk Łasak
- 2015
  - 2e du Mémorial Andrzej Trochanowski
  - 2e de la Course de Solidarność et des champions olympiques
- 2016
  - 1re étape de la Course de Solidarność et des champions olympiques
  - Mémorial Henryk Łasak
- 2017
  - 3e du Visegrad 4 Bicycle Race - GP Slovakia
  - 3e du Tour d'Estonie
  - 9e du championnat d'Europe sur route
- 2018
  - 3e du Mémorial Andrzej Trochanowski
- 2019
  - Belgrade-Banja Luka
  - Visegrad 4 Bicycle Race - GP Hungary
  - 1re et 3e étapes du Bałtyk-Karkonosze Tour
  - 2e du Visegrad 4 Bicycle Race - GP Slovakia
  - 3e de Velká Bíteš-Brno-Velká Bíteš
  - 3e du Visegrad 4 Bicycle Race - GP Polski
- 2020
  - 2e du championnat de Pologne sur route
  - 3e du Grand Prix Kranj

### Classements mondiaux
| Année           | 2014 | 2015 | 2016 |
| --------------- | ---- | ---- | ---- |
| UCI Europe Tour | 108e | 112e | 143e |